# Umgekehrtes Frage- und Ausrufezeichen
Das umgekehrte Fragezeichen (¿) und das umgekehrte Ausrufezeichen (¡) sind Interpunktionszeichen, die im Spanischen verwendet werden. Frage- und Ausrufesätze werden im Spanischen mit dem umgekehrten Satzzeichen eingeleitet und enden (wie im Deutschen) mit einem Frage- oder Ausrufezeichen. Die Regel findet sich erstmals in der zweiten Auflage der Ortografía der Real Academia de la Lengua, die 1754 erschien.
In der damaligen Diskussion wurde die Einführung damit begründet, dass man auch bei langen Sätzen von Anfang an wissen sollte, ob es sich um Fragen oder Ausrufe handelt, damit man sie beim Lesen entsprechend betonen könne. Dies ist auch deshalb nützlich, weil im Spanischen zwischen Aussage- und Fragesatz kein Unterschied in der Wortstellung besteht. Mündlich wird die Unterscheidung durch die Satzmelodie erkennbar.
|          | Aussageform     | Frageform       |
| -------- | --------------- | --------------- |
| Deutsch  | Du liebst mich. | Liebst du mich? |
| Spanisch | Me amas.        | ¿Me amas?       |

## Kodierung und Eingabe

Spanische Tastatur: ¡ und ¿ liegen auf derselben Taste, links neben der Rücktaste.

Lateinamerikanische Tastatur: ¿ und ¡ liegen auf derselben Taste, links neben der Rücktaste.

Die beiden Zeichen sind auf allen spanischsprachigen Tastaturlayouts vorhanden. Sowohl auf der spanischen als auch der lateinamerikanischen Tastatur liegen beide Zeichen auf der Taste links neben der Rücktaste. (Auf dem deutschen T1-Layout liegen hier Akut- und Gravis-Akzent.) Beim spanischen Layout ist das umgekehrte Ausrufezeichen primär und das Fragezeichen mit Shift zu erreichen, beim lateinamerikanischen umgekehrt das Fragezeichen primär und das Ausrufezeichen mit Shift.
Die Zeichen ¡ und ¿ sind im ISO-Standard ISO-8859-1 bzw. -15 definiert und wurden in den Unicodeblock Lateinisch-1, Ergänzung übernommen. Der umgekehrte Interrobang ⸘ ist im Block Zusätzliche Interpunktion zu finden.
| Standard/System                                     | Standard/System                                     | Umgekehrtes Ausrufezeichen                    | Umgekehrtes Fragezeichen                      | Umgekehrtes Interrobang |
| --------------------------------------------------- | --------------------------------------------------- | --------------------------------------------- | --------------------------------------------- | ----------------------- |
| Zeichenkodierung                                    |                                                     |                                               |                                               |                         |
| Unicode                                             | Codepoint                                           | U+00A1                                        | U+00BF                                        | U+2E18                  |
| Unicode                                             | Name                                                | INVERTED EXCLAMATION MARK                     | INVERTED QUESTION MARK                        | INVERTED INTERROBANG    |
| UTF-8                                               | UTF-8                                               | C2 A1                                         | C2 BF                                         | E2 B8 98                |
| ISO 8859-1                                          | ISO 8859-1                                          | A1hex                                         | BFhex                                         | —                       |
| HTML-Entität                                        | HTML-Entität                                        | &iexcl;                                       | &iquest;                                      | —                       |
| XML/XHTML                                           | dezimal                                             | &#161;                                        | &#191;                                        | &#11800;                |
| XML/XHTML                                           | hexadezimal                                         | &#x00A1;                                      | &#x00BF;                                      | &#x2E18;                |
| Eingabemethoden 1                                   |                                                     |                                               |                                               |                         |
| Deutsche Standard- Tastaturbelegungen               | E1                                                  | Alt Gr + 5                                    | Alt Gr + 6                                    | —                       |
| Deutsche Standard- Tastaturbelegungen               | T2                                                  | —                                             | —                                             | —                       |
| Windows                                             | CP850 (TUI)                                         | 173 2                                         | 168 2                                         | —                       |
| Windows                                             | CP1252 (GUI)                                        | 173 2                                         | 168 2                                         | —                       |
| Macintosh (Deutschland)                             | Macintosh (Deutschland)                             | ⌥ + 1                                         | ⌥ + ß                                         | —                       |
| Linux (Deutschland) (mit neueren Versionen von X11) | Linux (Deutschland) (mit neueren Versionen von X11) | Alt Gr + Umschalttaste + !                    | Alt Gr + Umschalttaste + ?                    | —                       |
| Neo                                                 | Neo                                                 | Mod4 + K                                      | Mod4 + S                                      | —                       |
| Microsoft Word                                      | Tastenkombination                                   | Alt + Strg + ! Alt + Strg + Umschalttaste + 1 | Alt + Strg + ? Alt + Strg + Umschalttaste + ß | —                       |
| Microsoft Word                                      | Unicodeeingabe                                      | 0A1 Alt + C                                   | 0BF Alt + C                                   | 2E18 Alt + C            |

Unter Windows lässt sich das umgekehrte Ausrufezeichen (¡) mittels  Alt + 173 auf dem Nummernblock erzeugen. Das umgekehrte Fragezeichen (¿) erhält man mit der Kombination oder Alt + 168 bzw. Alt + 0191 – die zweite Variante ist bei nachfolgender URL-Kodierung zwingend erforderlich.